# Anthicus watarasensis
Anthicus watarasensis là một loài bọ cánh cứng trong họ Anthicidae. Loài này được Sakai & Ohbayashi miêu tả khoa học năm 1994.